# Camanche Village
Camanche Village es un lugar designado por el censo ubicado en el condado de Amador en el estado estadounidense de California. En el año 2010 tenía una población de 847 habitantes.

## Geografía
Camanche Village se encuentra ubicado en las coordenadas 38°16′7″N 120°58′15″O / 38.26861, -120.97083.